# 瓦尔特·博赫尔斯
沃尔特·鲍彻斯（德語：Walter Borchers；1916年1月22日—1945年3月6日）在第二次世界大战期间是德国空军的军事飞行员和空军中校。作为王牌飞行员，他赢得了59项空中胜利，其中包括43项夜间胜利，10项驱逐舰飞行员和6架四引擎轰炸机，在大约300项战斗任务中获得了胜利。在他去世之前，他曾担任第5夜战斗机联队的联队指挥官。